# هنک ووگلز
هنک ووگلز (انگلیسی: Henk Vogels؛ زادهٔ ۳۱ ژوئیهٔ ۱۹۷۳) دوچرخه‌سوار اهل استرالیا است.
از باشگاه‌هایی که در آن بازی کرده‌است می‌توان به تیم دوچرخه‌سواری کردیت اگریکول اشاره کرد.